# Rhamphomyia minor
Rhamphomyia minor är en tvåvingeart som beskrevs av Oldenberg 1922. Rhamphomyia minor ingår i släktet Rhamphomyia och familjen dansflugor. Inga underarter finns listade i Catalogue of Life.